# Division 1 1984-1985
La Division 1 1984-1985 è stata la 47ª edizione della massima serie del campionato francese di calcio, disputato tra il 17 agosto 1984 e il 28 maggio 1985 e concluso con la vittoria del Bordeaux, al suo terzo titolo.
Capocannoniere del torneo è stato Vahid Halilhodžić (Nantes) con 28 reti.

## Stagione

### Avvenimenti
Sin dalle prime giornate si profilò un testa a testa fra Nantes e Bordeaux, che caratterizzò tutto l'arco del torneo: i primi a prendere il comando solitario furono i campioni in carica, tallonati dai canarini. Un lieve calo di rendimento accusato dai girondini a partire dalla tredicesima giornata permise al Nantes di portarsi in vetta, per poi concludere il girone di andata con due punti di vantaggio sui rivali.
Nel periodo a cavallo del nuovo anno il Bordeaux superò il periodo di difficoltà e, grazie alla vittoria nello scontro diretto del 26 gennaio, assunsero definitivamente il comando della classifica. Nello spazio di un mese, i girondini guadagnarono un consistente vantaggio sul Nantes, compiendo l'allungo definitivo fra aprile e maggio: grazie a un vantaggio di sei punti sul Nantes, il Bordeaux si confermò per la seconda volta consecutiva campione di Francia con due gare di anticipo.
Con novanta minuti di anticipo furono invece decisi i verdetti per la zona UEFA, che videro qualificate per la terza competizione europea Nantes, Monaco e Auxerre. La successiva vittoria dei monegaschi in Coppa di Francia permise al Metz, classificatosi quinto dopo aver superato il Tolone all'ultimo turno, di rientrare nel lotto delle partecipanti alla manifestazione continentale.
Sempre la penultima giornata decretò la retrocessione del RC France, che lasciò in gara Lilla, Tours e Rouen; i risultati della settimana successiva decretarono la salvezza del Lilla e la caduta del Tours che, raggiunto dal Rouen, perse la possibilità di disputare i playoff a causa di una peggiore differenza reti. I successivi spareggi videro il Rennes rimontare lo svantaggio dell'andata e prevalere ai tiri di rigore, sancendo la retrocessione del Rouen.

## Classifica finale
|  | Pos. | Squadra             | Pt | G  | V  | N  | P  | GF | GS | DR  |
|  | ---- | ------------------- | -- | -- | -- | -- | -- | -- | -- | --- |
|  | 1.   | Bordeaux            | 59 | 38 | 25 | 9  | 4  | 70 | 27 | +43 |
|  | 2.   | Nantes              | 55 | 38 | 23 | 9  | 6  | 61 | 32 | +29 |
|  | 3.   | Monaco              | 48 | 38 | 18 | 12 | 8  | 65 | 28 | +37 |
|  | 4.   | Auxerre             | 47 | 38 | 18 | 11 | 9  | 53 | 39 | +14 |
|  | 5.   | Metz                | 45 | 38 | 18 | 9  | 11 | 50 | 46 | +4  |
|  | 6.   | Tolone              | 44 | 38 | 19 | 6  | 13 | 46 | 37 | +9  |
|  | 7.   | Lens                | 40 | 38 | 16 | 8  | 14 | 57 | 43 | +14 |
|  | 8.   | Sochaux             | 38 | 38 | 12 | 14 | 12 | 55 | 43 | +12 |
|  | 9.   | Brest               | 36 | 38 | 11 | 14 | 13 | 50 | 51 | -1  |
|  | 10.  | Laval               | 36 | 38 | 12 | 12 | 14 | 39 | 52 | -13 |
|  | 11.  | Nancy               | 35 | 38 | 13 | 9  | 16 | 53 | 54 | -1  |
|  | 12.  | Tolosa              | 35 | 38 | 11 | 13 | 14 | 43 | 49 | -6  |
|  | 13.  | Paris Saint-Germain | 33 | 38 | 13 | 7  | 18 | 58 | 73 | -15 |
|  | 14.  | Bastia              | 32 | 38 | 11 | 10 | 17 | 39 | 68 | -29 |
|  | 15.  | Lilla               | 31 | 38 | 9  | 13 | 16 | 37 | 45 | -8  |
|  | 16.  | Strasburgo          | 31 | 38 | 9  | 13 | 16 | 47 | 57 | -10 |
|  | 17.  | Olympique Marsiglia | 31 | 38 | 13 | 5  | 20 | 51 | 67 | -16 |
|  | 18.  | Rouen               | 29 | 38 | 8  | 13 | 17 | 28 | 46 | -18 |
|  | 19.  | Tours               | 29 | 38 | 9  | 11 | 18 | 44 | 66 | -22 |
|  | 20.  | RC France           | 26 | 38 | 9  | 8  | 21 | 32 | 55 | -23 |

Legenda:
      Campione di Francia ed ammessa alla Coppa dei Campioni 1985-1986.
      Ammesse alla Coppa UEFA 1985-1986.
      Ammesse alla Coppa delle Coppe 1985-1986.
  Partecipa ai play-out.
      Retrocesse in Division 2 1985-1986.
Note:
Due punti a vittoria, uno a pareggio, zero a sconfitta.
In caso di arrivo di due o più squadre a pari punti, la graduatoria verrà stilata secondo la classifica avulsa tra le squadre interessate che prevede, in ordine, i seguenti criteri:
- Differenza reti generale.
- Reti realizzate in generale.

### Squadra campione
| Formazione tipo | Giocatori (presenze)           |
| --- | ------------------------------ |
| Dropsy Battiston Specht Rohr Thouvenel Girard Tigana Giresse Tusseau Müller Lacombe                                                                                | Dominique Dropsy (38)          |
| Dropsy Battiston Specht Rohr Thouvenel Girard Tigana Giresse Tusseau Müller Lacombe                                                                                | Léonard Specht (38)            |
| Dropsy Battiston Specht Rohr Thouvenel Girard Tigana Giresse Tusseau Müller Lacombe                                                                                | Gernot Rohr (32)               |
| Dropsy Battiston Specht Rohr Thouvenel Girard Tigana Giresse Tusseau Müller Lacombe                                                                                | Patrick Battiston (33)         |
| Dropsy Battiston Specht Rohr Thouvenel Girard Tigana Giresse Tusseau Müller Lacombe                                                                                | Jean-Christophe Thouvenel (32) |
| Dropsy Battiston Specht Rohr Thouvenel Girard Tigana Giresse Tusseau Müller Lacombe                                                                                | René Girard (32)               |
| Dropsy Battiston Specht Rohr Thouvenel Girard Tigana Giresse Tusseau Müller Lacombe                                                                                | Jean Tigana (28)               |
| Dropsy Battiston Specht Rohr Thouvenel Girard Tigana Giresse Tusseau Müller Lacombe                                                                                | Alain Giresse (36)             |
| Dropsy Battiston Specht Rohr Thouvenel Girard Tigana Giresse Tusseau Müller Lacombe                                                                                | Thierry Tusseau (35)           |
| Dropsy Battiston Specht Rohr Thouvenel Girard Tigana Giresse Tusseau Müller Lacombe                                                                                | Dieter Müller (36)             |
| Dropsy Battiston Specht Rohr Thouvenel Girard Tigana Giresse Tusseau Müller Lacombe                                                                                | Bernard Lacombe (36)           |
| Altri giocatori: Antoine Martínez (26), Michel Audrain (20), Laurent Lassagne (11), Fernando Chalana (10), Bernard Gimenez (9), Joël Lopez (2), Hassan Hanini (1). |                                |

## Spareggi

### Play-out
|        | Risultati     |        | Luogo e data                     |
| ------ | ------------- | ------ | -------------------------------- |
| Rennes | 0-1           | Rouen  | Rennes, 1º giugno 1985           |
| Rouen  | 0-1 6-7 (dcr) | Rennes | Le Petit-Quevilly, 5 giugno 1985 |
|        |               |        |                                  |

## Statistiche

### Squadre

#### Capoliste solitarie
|    | —— | ——       | ——       | ——       | ——       | ——       | ——       | ——       | ——       | ——       | ——       | ——  | ——       | ——  | ——  | ——     | ——     | ——     | ——     | ——  | ——  | ——       | ——       | ——       | ——       | ——       | ——       | ——       | ——       | ——       | ——       | ——       | ——       | ——       | ——       | ——       | ——       | —— |  |
|    |    | Bordeaux | Bordeaux | Bordeaux | Bordeaux | Bordeaux | Bordeaux | Bordeaux | Bordeaux | Bordeaux | Bordeaux |     | Bordeaux |     |     | Nantes | Nantes | Nantes | Nantes |     |     | Bordeaux | Bordeaux | Bordeaux | Bordeaux | Bordeaux | Bordeaux | Bordeaux | Bordeaux | Bordeaux | Bordeaux | Bordeaux | Bordeaux | Bordeaux | Bordeaux | Bordeaux | Bordeaux |    |  |
|    |    |          |          |          |          |          |          |          |          |          |          |     |          |     |     |        |        |        |        |     |     |          |          |          |          |          |          |          |          |          |          |          |          |          |          |          |          |    |  |
|    |    |          |          |          |          |          |          |          |          |          |          |     |          |     |     |        |        |        |        |     |     |          |          |          |          |          |          |          |          |          |          |          |          |          |          |          |          |    |  |
| 1ª | 2ª | 3ª       | 4ª       | 5ª       | 6ª       | 7ª       | 8ª       | 9ª       | 10ª      | 11ª      | 12ª      | 13ª | 14ª      | 15ª | 16ª | 17ª    | 18ª    | 19ª    | 20ª    | 21ª | 22ª | 23ª      | 24ª      | 25ª      | 26ª      | 27ª      | 28ª      | 29ª      | 30ª      | 31ª      | 32ª      | 33ª      | 34ª      | 35ª      | 36ª      | 37ª      | 38ª      |    |  |

#### Classifica in divenire
|              | 1ª | 2ª | 3ª | 4ª | 5ª | 6ª | 7ª | 8ª | 9ª | 10ª | 11ª | 12ª | 13ª | 14ª | 15ª | 16ª | 17ª | 18ª | 19ª | 20ª | 21ª | 22ª | 23ª | 24ª | 25ª | 26ª | 27ª | 28ª | 29ª | 30ª | 31ª | 32ª | 33ª | 34ª | 35ª | 36ª | 37ª | 38ª |
|              |    |    |    |    |    |    |    |    |    |     |     |     |     |     |     |     |     |     |     |     |     |     |     |     |     |     |     |     |     |     |     |     |     |     |     |     |     |     |
| ------------ | -- | -- | -- | -- | -- | -- | -- | -- | -- | --- | --- | --- | --- | --- | --- | --- | --- | --- | --- | --- | --- | --- | --- | --- | --- | --- | --- | --- | --- | --- | --- | --- | --- | --- | --- | --- | --- | --- |
| Auxerre      | 2  | 2  | 4  | 6  | 8  | 9  | 10 | 10 | 12 | 13  | 14  | 15  | 17  | 19  | 19  | 20  | 20  | 22  | 24  | 26  | 27  | 29  | 30  | 32  | 32  | 34  | 34  | 36  | 36  | 38  | 38  | 39  | 41  | 41  | 42  | 44  | 46  | 47  |
| Bastia       | 2  | 2  | 3  | 5  | 7  | 7  | 9  | 9  | 10 | 12  | 12  | 13  | 13  | 15  | 15  | 17  | 18  | 20  | 20  | 22  | 22  | 24  | 24  | 25  | 25  | 25  | 25  | 25  | 26  | 26  | 26  | 26  | 27  | 28  | 29  | 30  | 32  | 32  |
| Bordeaux     | 2  | 4  | 6  | 8  | 10 | 11 | 13 | 15 | 16 | 18  | 19  | 21  | 21  | 23  | 24  | 26  | 27  | 29  | 29  | 31  | 33  | 35  | 37  | 39  | 41  | 43  | 45  | 45  | 47  | 48  | 50  | 51  | 53  | 54  | 56  | 58  | 59  | 59  |
| Brest        | 1  | 1  | 3  | 5  | 6  | 7  | 7  | 8  | 8  | 8   | 9   | 11  | 12  | 14  | 15  | 17  | 18  | 19  | 21  | 21  | 23  | 23  | 25  | 25  | 27  | 28  | 30  | 30  | 32  | 32  | 32  | 32  | 33  | 34  | 34  | 35  | 36  | 36  |
| Laval        | 1  | 3  | 5  | 5  | 5  | 7  | 7  | 9  | 10 | 11  | 12  | 14  | 15  | 16  | 16  | 16  | 17  | 17  | 19  | 19  | 19  | 19  | 21  | 21  | 23  | 23  | 25  | 26  | 27  | 28  | 29  | 31  | 31  | 32  | 34  | 34  | 34  | 36  |
| Lens         | 2  | 2  | 3  | 5  | 6  | 6  | 8  | 8  | 10 | 10  | 11  | 11  | 13  | 13  | 15  | 16  | 17  | 19  | 21  | 23  | 24  | 26  | 26  | 27  | 27  | 29  | 29  | 29  | 29  | 31  | 31  | 33  | 34  | 36  | 36  | 38  | 40  | 40  |
| Lilla        | 1  | 3  | 3  | 3  | 3  | 4  | 4  | 6  | 6  | 7   | 8   | 10  | 11  | 12  | 12  | 14  | 14  | 14  | 15  | 17  | 17  | 17  | 19  | 19  | 21  | 21  | 22  | 23  | 25  | 25  | 26  | 26  | 27  | 27  | 28  | 29  | 29  | 31  |
| Metz         | 2  | 2  | 2  | 2  | 4  | 4  | 6  | 8  | 9  | 11  | 13  | 13  | 15  | 15  | 17  | 19  | 20  | 21  | 21  | 23  | 25  | 26  | 27  | 28  | 28  | 30  | 30  | 32  | 34  | 35  | 37  | 38  | 38  | 38  | 40  | 41  | 43  | 45  |
| Monaco       | 0  | 2  | 2  | 3  | 5  | 7  | 7  | 9  | 10 | 11  | 11  | 13  | 15  | 16  | 16  | 16  | 17  | 17  | 19  | 19  | 20  | 21  | 23  | 25  | 27  | 29  | 31  | 32  | 34  | 35  | 36  | 38  | 40  | 41  | 43  | 45  | 46  | 48  |
| Nancy        | 2  | 2  | 3  | 5  | 5  | 7  | 7  | 8  | 10 | 12  | 12  | 12  | 12  | 13  | 15  | 15  | 15  | 15  | 15  | 15  | 17  | 19  | 20  | 21  | 23  | 23  | 24  | 24  | 25  | 26  | 27  | 27  | 29  | 31  | 31  | 31  | 32  | 34  |
| Nantes       | 2  | 4  | 4  | 6  | 6  | 8  | 10 | 12 | 13 | 15  | 17  | 19  | 21  | 22  | 24  | 26  | 28  | 30  | 31  | 33  | 33  | 35  | 35  | 36  | 38  | 38  | 40  | 42  | 43  | 43  | 44  | 46  | 48  | 49  | 50  | 52  | 54  | 55  |
| O. Marsiglia | 2  | 2  | 4  | 4  | 4  | 4  | 6  | 6  | 7  | 7   | 9   | 10  | 12  | 12  | 12  | 12  | 14  | 14  | 16  | 16  | 17  | 19  | 21  | 23  | 23  | 23  | 23  | 25  | 25  | 27  | 27  | 28  | 28  | 30  | 31  | 31  | 31  | 31  |
| PSG          | 0  | 0  | 1  | 1  | 2  | 4  | 4  | 6  | 8  | 9   | 9   | 11  | 11  | 13  | 15  | 17  | 18  | 20  | 22  | 22  | 22  | 22  | 22  | 22  | 22  | 24  | 26  | 26  | 26  | 26  | 27  | 29  | 30  | 31  | 31  | 31  | 33  | 33  |
| RC Parigi    | 0  | 2  | 2  | 4  | 6  | 6  | 8  | 8  | 10 | 10  | 11  | 11  | 11  | 11  | 11  | 11  | 12  | 12  | 12  | 12  | 12  | 13  | 13  | 14  | 14  | 14  | 16  | 18  | 18  | 18  | 19  | 21  | 22  | 23  | 24  | 26  | 26  | 26  |
| Rouen        | 0  | 1  | 1  | 1  | 3  | 3  | 5  | 6  | 6  | 7   | 9   | 9   | 10  | 10  | 11  | 11  | 12  | 12  | 14  | 14  | 15  | 16  | 17  | 19  | 19  | 19  | 20  | 21  | 22  | 24  | 26  | 26  | 26  | 27  | 27  | 27  | 27  | 29  |
| Sochaux      | 0  | 1  | 3  | 3  | 5  | 5  | 5  | 6  | 8  | 8   | 8   | 8   | 10  | 10  | 12  | 13  | 15  | 16  | 16  | 18  | 20  | 22  | 22  | 22  | 23  | 25  | 26  | 27  | 28  | 30  | 31  | 32  | 33  | 34  | 35  | 36  | 36  | 38  |
| Strasburgo   | 0  | 2  | 3  | 5  | 5  | 7  | 7  | 7  | 8  | 8   | 10  | 10  | 10  | 11  | 12  | 12  | 13  | 13  | 15  | 15  | 16  | 16  | 17  | 18  | 20  | 22  | 22  | 24  | 25  | 27  | 27  | 27  | 28  | 29  | 29  | 30  | 30  | 31  |
| Tolone       | 0  | 2  | 3  | 3  | 3  | 5  | 6  | 6  | 6  | 8   | 8   | 10  | 12  | 13  | 15  | 17  | 19  | 21  | 21  | 23  | 25  | 25  | 27  | 29  | 31  | 31  | 33  | 34  | 35  | 37  | 39  | 39  | 39  | 39  | 41  | 42  | 44  | 44  |
| Tolosa       | 0  | 2  | 3  | 3  | 3  | 5  | 7  | 8  | 8  | 10  | 11  | 11  | 11  | 12  | 14  | 14  | 14  | 15  | 15  | 15  | 17  | 17  | 18  | 19  | 20  | 22  | 22  | 22  | 23  | 24  | 26  | 28  | 29  | 31  | 32  | 33  | 33  | 35  |
| Tours        | 1  | 1  | 2  | 2  | 4  | 4  | 4  | 5  | 5  | 5   | 7   | 8   | 8   | 10  | 10  | 11  | 12  | 14  | 14  | 16  | 16  | 16  | 16  | 16  | 16  | 17  | 17  | 19  | 20  | 20  | 22  | 23  | 24  | 25  | 27  | 27  | 29  | 29  |

#### Primati stagionali
Squadre
- Maggior numero di vittorie: Bordeaux (25)
- Minor numero di sconfitte: Bordeaux (4)
- Migliore attacco: Bordeaux (70)
- Miglior difesa: Bordeaux (27)
- Miglior differenza reti: Bordeaux (+43)
- Maggior numero di pareggi:  Sochaux, Stade Brest (14)
- Minor numero di pareggi: Olympique Marsiglia (5)
- Maggior numero di sconfitte: RC Paris (21)
- Minor numero di vittorie: Rouen (8)
- Peggior attacco: Rouen (28)
- Peggior difesa: Paris Saint-Germain (73)
- Peggior differenza reti: Bastia (-29)

### Individuali

#### Classifica marcatori
| Gol | Rigori |  | Giocatore           | Squadra             |
| --- | ------ |  | ------------------- | ------------------- |
| 28  | 5      |  | Vahid Halilhodžić   | Nantes              |
| 22  | 2      |  | Bernard Lacombe     | Bordeaux            |
| 19  | 2      |  | Gérard Buscher      | Rennes              |
| 17  | 2      |  | Delio Onnis         | Tolone              |
| 17  |        |  | Yannick Stopyra     | Tolosa              |
| 15  |        |  | Stéphane Paille     | Sochaux             |
| 15  | 5      |  | Dominique Rocheteau | Paris Saint-Germain |
| 14  | 2      |  | Philippe Anziani    | Monaco              |
| 14  | 3      |  | Omar Da Fonseca     | Tours               |
| 14  | 3      |  | Bernard Genghini    | Monaco              |
| 13  | 1      |  | Bruno Bellone       | Monaco              |
| 13  | 3      |  | Patrice Garande     | Auxerre             |
| 13  | 4      |  | Thierry Meyer       | Bastia              |
| 13  | 4      |  | Dušan Savić         | Lilla               |
| 13  | 1      |  | Rubén Umpiérrez     | Nancy               |

## Percorso dei club nelle coppe europee
| Club                | Competizione       | Risultato            | Ultimo avversario                  |
| ------------------- | ------------------ | -------------------- | ---------------------------------- |
| Bordeaux            | Coppa dei Campioni | Semifinali           | Juventus (0-3; 2-0)                |
| Metz                | Coppa delle Coppe  | Ottavi di finale     | Dinamo Dresda (1-3; 0-0)           |
| Paris Saint-Germain | Coppa UEFA         | Sedicesimi di finale | Videoton (2-4; 0-1)                |
| Monaco              | Coppa UEFA         | Primo turno          | CSKA Sofia (2-2; 1-2)              |
| Auxerre             | Coppa UEFA         | Primo turno          | Sporting Lisbona (0-2; 2-2 d.t.s.) |